# Thần kinh bì cánh tay ngoài dưới
Thần kinh bì cánh tay ngoài dưới (tiếng Anh: inferior lateral cutaneous nerve of arm) là dây thần kinh ở người và một số động vật. Đây là một nhánh của thần kinh quay chi phối cảm giác và vận mạch cho vùng dưới-bên của cánh tay.